# Ferdinand Bernhard von Hoffmann
Ferdinand Bernhard Edler von Hoffmann (* 4. Februar 1730 in Brake (Lemgo); † 21. Februar 1802 ebenda) war ein deutscher Advokat, Regierungs- und Kammerpräsident im Fürstentum Lippe und ab 1777 Lippischer Kanzler.

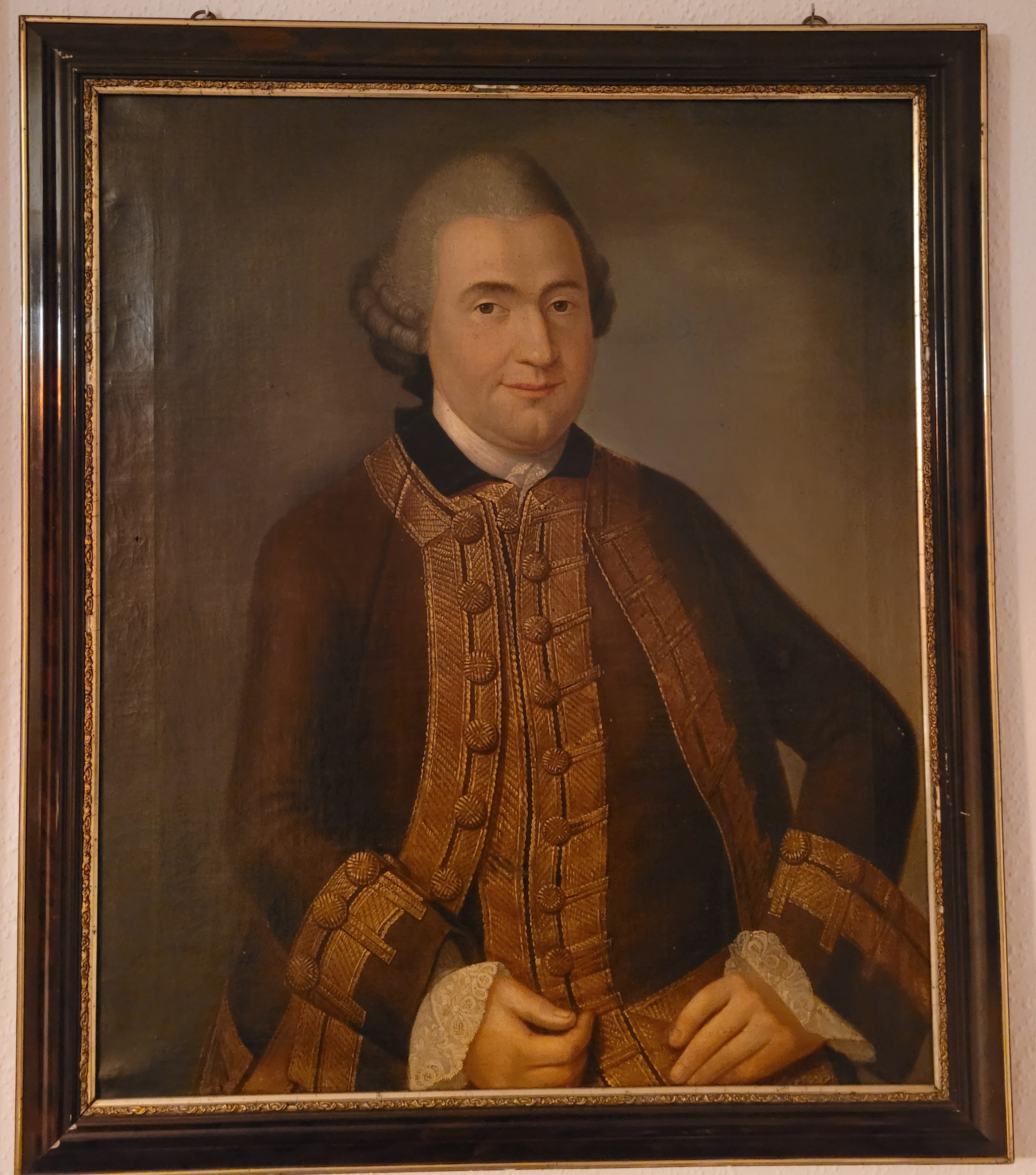
Ferdinand Bernhard von Hoffmann Gemälde

## Leben und Werk
Ferdinand Bernhard war das 14. von 17 Kindern von Johann Christoph Hoffmann (1670–1749), Oberamtmann, Hofrat und Drost in Lippe, und seiner zweiten Ehefrau Agnese Louise geb. Gelshorn (1694–1752). Das Geburtshaus von Ferdinand Bernhard an der Bahnhofstraße 19 in Brake ist noch vorhanden. Schon sein aus einer hessischen Beamtenfamilie stammender Großvater Johann Balthasar (von) Hoffmann (1639–1705) war Rat und Drost des Grafen zur Lippe-Brake.

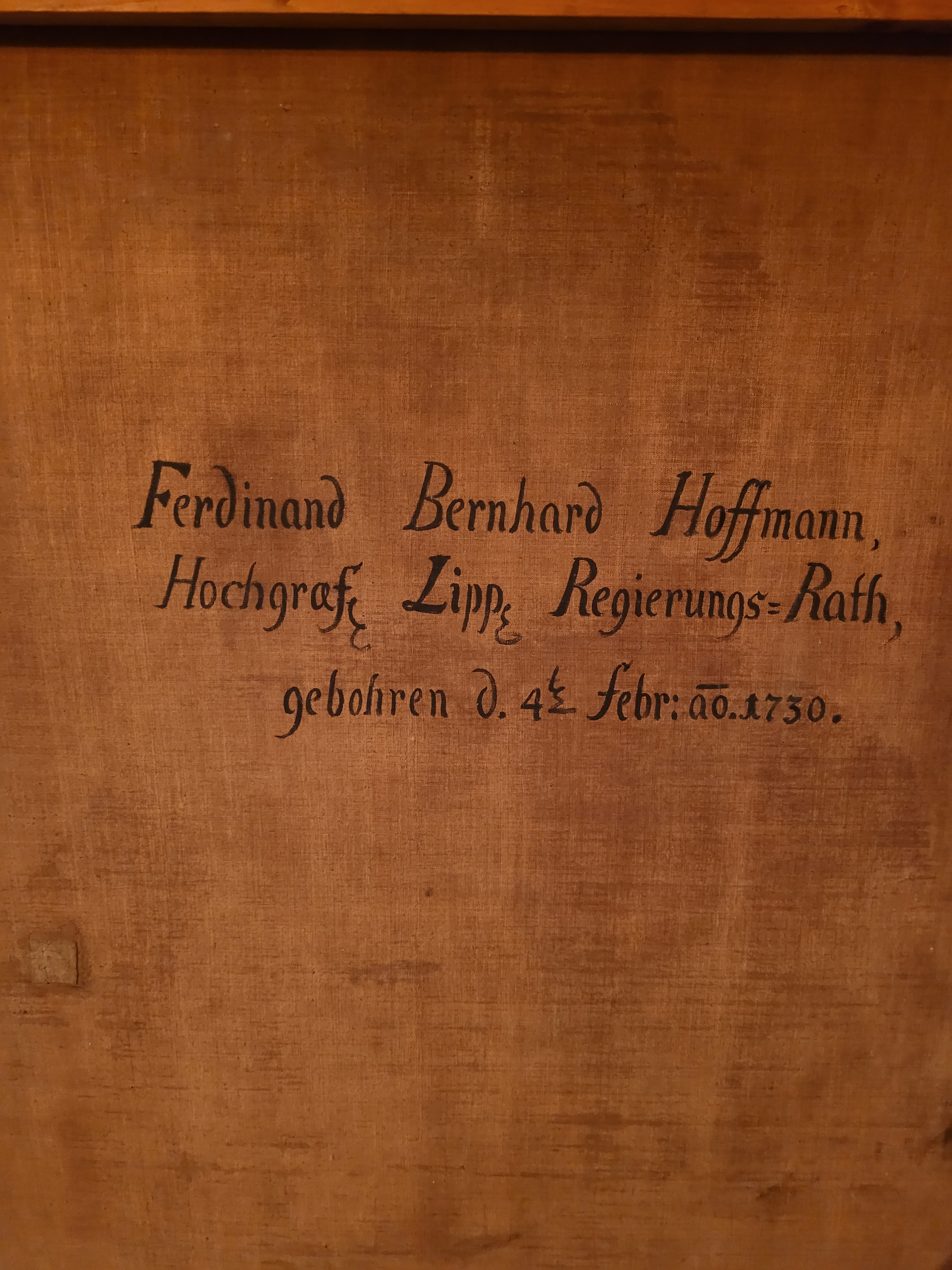
Ferdinand Bernhard von Hoffmann Gemälde Rückseite Hochgraf Lippischer Regierungsrat. Geburtsdatum 04. Feb. 1730

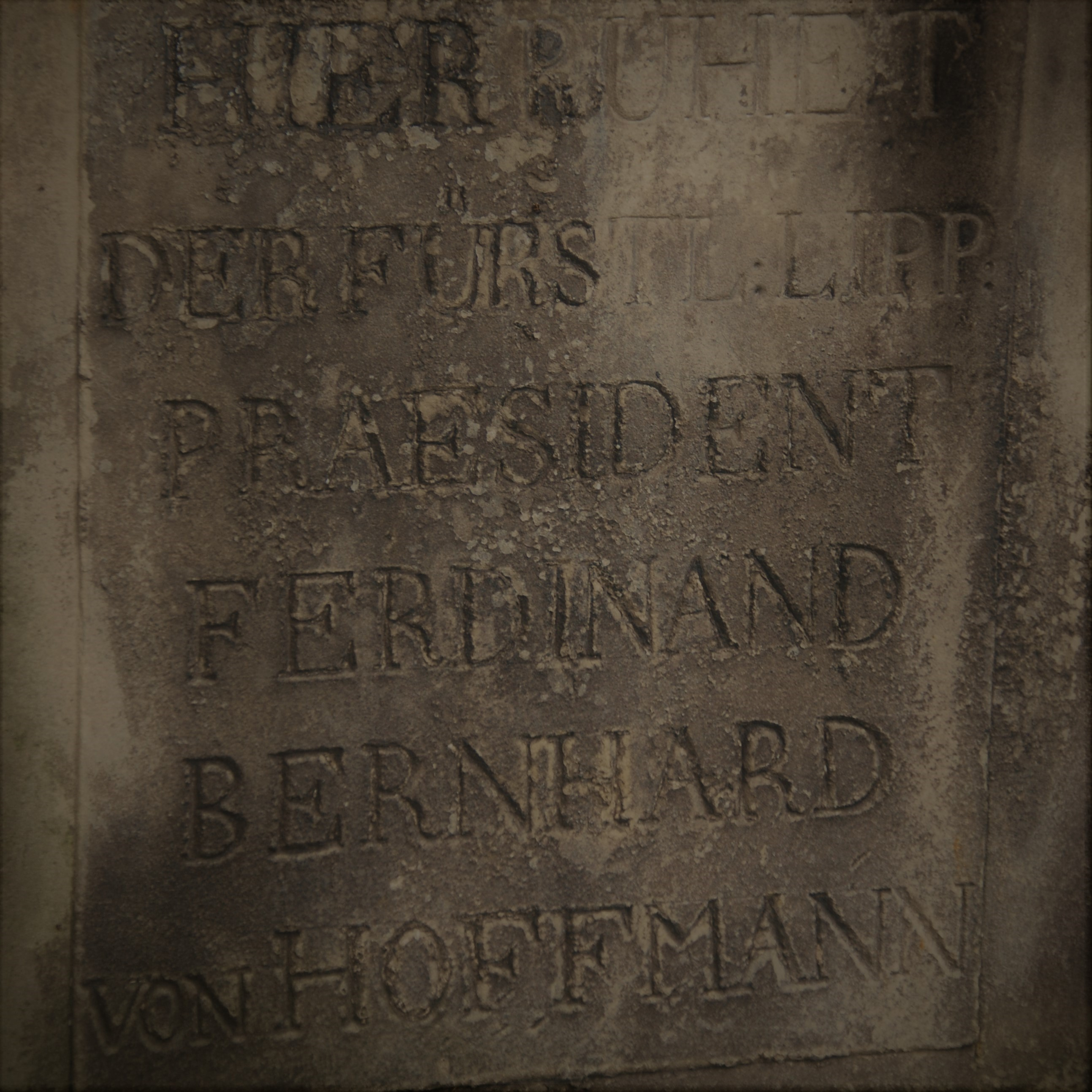
Sockel des Grabsteinobelisken der Eheleute Ferdinand Bernhard von Hoffmann und Henriette geb. Reymann an der Braker Kirche

Das Jurastudium absolvierte er in Marburg und Jena. Ab 1754 war er als Advokat in Detmold tätig. Von 1758 bis 1763 war er Regierungsrat in Steinfurt, ab 1763 dann dritter Regierungsrat in Detmold, 1764 Landesgerichtsvorsitzender, 1768 Konsistorialpräsident und danach erfolgte sein Aufstieg in die Regierung Lippes. 1774 wurde er Regierungs- und Kammerdirektor und Chef aller oberen Kollegien. Seine Berufung zum Lippischen Kanzler erfolgte 1777.
Hoffmann leitete in der 2. Hälfte des 18. Jahrhunderts die Geschicke des Landes mit großem Erfolg. Dabei führte er insbesondere mit dem Grafen Simon August die Grafschaft Lippe aus dem finanziellen und wirtschaftlichen Tiefstand wieder heraus. Weiterhin förderte er das Schul- und Gesundheitswesen, er brachte Neuerungen und Erleichterungen in die Landwirtschaft. Außerdem verbesserte er die Zustände in Gefängnissen.
Nach der Vermählung des Fürsten Leopold mit Pauline wurde Hoffmann 1796 abgesetzt.
1789 wurde er mit dem Prädikat „Reichsritter Edler von Hoffmann“ nobilitiert.
Er verfasste unter anderem ein Fürstensiegel für Leopold I. und eine Dienstgeschichte, die er auf seinem Gut in Brake schrieb.
Ferdinand Bernhard starb am 21. Februar 1802 auf seinem Gut Adelshof in Brake (jetzt Eichenmüllerhaus Braker Mitte 39). Sein Grabmal befindet sich auf dem Friedhof an der Braker Kirche.

## Familie
Ferdinand Bernhard von Hoffmann heiratete am 21. Februar 1770 Henriette Reymann (1750–1825), eine Tochter des Gräflich Lippischen Kanzlers Johann Wilhelm Reymann. Von seinen das Erwachsenenalter erreichten Kindern sind bekannt:
- Johann Wilhelm von Hoffmann (1771–1844), lippischer Oberhofmarschall und Kammerpräsident, unverheiratet
- Philipp Ferdinand von Hoffmann (1774–1821), königl.-preuß. Kriegs- u. Domänenrat und später auch königl.-hannov. Obersteuerrath, welcher 1810 das Gut Steinbeck bei Salzuflen erwarb ⚭ Hinderina Tjalda (1782–1843) gesch. von Pirch, geb. Metger aus Aurich
- Catharina Wilhelmine von Hoffmann (1767–1833) ⚭ Friedrich Wilhelm Helwing, fürstlich-lippischer Regierungsdirektor
- Caroline von Hoffmann (1775–1853) ⚭ Wilhelm von Dorgelo, königl.-preuß. Major und Gutsbesitzer auf  Gut Höven